# Cityglace
 (avril 2025).
Motif : En dehors du ton un peu publicitaire, notoriété particulère de cette patinoire ?
- Archive Wikiwix
- Bing
- Cairn
- DuckDuckGo
- E. Universalis
- Gallica
- Google
- G. Books
- G. News
- G. Scholar
- Persée
- Qwant
- (zh) Baidu
- (ru) Yandex
- (wd) trouver des œuvres sur Wikidata

| 1. | Préciser le motif de la pose du bandeau. | Précisez le motif de la pose du bandeau en utilisant la syntaxe suivante : {{admissibilité à vérifier\|date=avril 2025\|motif=remplacez ce texte par le motif}}                |
| 2. | Informer les utilisateurs concernés.     | Pensez à avertir le créateur de l'article, par exemple, en insérant le code ci-dessous sur sa page de discussion : {{subst:avertissement admissibilité à vérifier\|Cityglace}} |

 (octobre 2014).
Si vous disposez d'ouvrages ou d'articles de référence ou si vous connaissez des sites web de qualité traitant du thème abordé ici, merci de compléter l'article en donnant les références utiles à sa vérifiabilité et en les liant à la section « Notes et références ».
Située à l'ouest du Mans, dans la zone de l'université, la patinoire CityGlace accueille tous les publics sur sa piste de glace de dimensions fédérales (56m x 26m, 1456 mètres carrés). Les séances de patinage ouvertes au public en matinées, après-midi et soirées sont sa principale activité. La patinoire CityGlace a développé depuis son ouverture une politique d'animation de ces séances ouvertes au public qui font son succès et sa réputation.
Une école de patinage y propose des cours et un gala annuel. Un club de hockey sur glace - Les Renards - s'y entraine. Pendant l'année scolaires, des écoles, collèges et lycées y organisent des cycles patinages pour leurs élèves. Des arbres de Noël, des spectacles y sont aussi ponctuellement organisés.
La patinoire CityGlace propose aussi une boutique avec la vente de patins et d'équipements, d'accessoires pour le patinage artistique ou le hockey sur glace.
La patinoire CityGlace a été créée et est gérée par deux anciens patineurs de haut niveau Nadine Le Saoût et Emmanuel Huet.
Depuis septembre 2022, la patinoire s’est dotée de nouveaux groupes froids avec récupération d’énergie afin de chauffer la hall de glace ainsi que l’ensemble des bâtiments.

## Accès
La patinoire est accessible en transport en commun par la ligne T1 du tramway.